# Magisk kvadrat
|  | For andre betydninger af ordet Kvadrat, se Kvadrat (flertydig). |
Magiske kvadrater er et logisk spil, som går ud på, at udfylde et kvadrat med n rækker og n søjler, med tallene fra 1 til n². Et magisk kvadrat med n rækker og n søjler, siges at have orden n. Kvadratet skal udfyldes på en sådan måde, at man får samme sum i hver række (vandret), søjle (lodret) og langs diagonalen. Denne sum kaldes for den magiske sum eller den magiske konstant M, der afhænger af ordenen af kvadratet og kan findes med følgende formel:
{\displaystyle M(n)={\frac {n^{3}+n}{2}}}
Det trivielle magiske kvadrat har orden 1, som består af et enkelt kvadrat indeholdende tallet 1.

Der findes ingen normale magiske kvadrater af orden 2.
Det mindste ikke-trivielle normale magisk kvadrat er af orden 3, som har magisk sum 15

De første få magiske kvadrater, samt deres magiske konstanter:
| Orden n | Konstant M |
| ------- | ---------- |
| 3       | 15         |
| 4       | 34         |
| 5       | 65         |
| 6       | 111        |
| 7       | 175        |
| 8       | 260        |

## Historie
Magiske kvadrater spillede en stor rolle i middelalderlig magi, hvor hver planet havde sit magiske kvadrat.
- Wikimedia Commons har flere filer relateret til Magisk kvadrat

| Matematik | Spire Denne artikel om matematik er en spire som bør udbygges. Du er velkommen til at hjælpe Wikipedia ved at udvide den. |